# Indocalamus guangdongensis
Indocalamus guangdongensis är en gräsart som beskrevs av Hui Ru Zhao och Ya Ling Yang. Indocalamus guangdongensis ingår i släktet Indocalamus och familjen gräs. Inga underarter finns listade i Catalogue of Life.